# 薗部健
薗部 健（そのべ たけし、1964年1月29日 - ）はビジュアルクリエーター。株式会社ラフト創業者・代表取締役。東京浅草生まれ。
- ビデオ編集者として1990年『カノッサの屈辱』で注目を浴びる。
- 1997年には第1回JPPAアワードを受賞。以来ビジュアルクリエーターとして『料理の鉄人』『ハンマープライス』『SURPRISE!』『自分クイズ』『クイズ$ミリオネア』『VVV6』など、数多くのヒット番組を手がける。
- 2004年4月〜クリエイティヴ・コア（旧：TDKコア）放送メディア事業部部長クリエイティブディレクター。
- 2010年3月クリエイティヴ・コア（旧：TDKコア）を退職。
- 2010年4月ラフトを設立。

## 職歴
- 株式会社ラフト代表取締役（2010年4月〜）
- 株式会社エクサインターナショナル取締役（2010年4月〜）
- 株式会社UVN.TV取締役（2008年2月〜2011年1月）
- 薗部健事務所代表（2010年4月〜）
- TDKコア株式会社・放送メディア事業部長（1988年4月〜2010年3月）

## 担当番組

### 現在
- 私たちはこんな病気と闘っています…
- 情報7days ニュースキャスター
- S☆1
- S☆1PLUS
- 裸のアスリート
- 性格ミエル研究所

### 番組タイトルデザイン
- 2001スポーツ究極の選択
- 2003スポーツ大感謝祭
- J-SPORTS
- 緊急報告日本沈没
- ピン☆タゴン
- 情報7days ニュースキャスター
- 私たちはこんな病気と闘っています…
- ある日突然…家族が認知症になった
- カリスマ白書
- 命の数字
- 真冬の挑戦者
- S☆1
- キッチンが走る!
- 再会の刻～田中将大との約束～
- ゲティスバーグ
- 密着！動物病院物語
- その先マダ～る！
- よい国のニュース
- 世界のなんともヘンピな所でガンバる日本人
- S☆1PLUS
- ヒトは何故老いるのか
- JJJ-1グランプリ
- 激闘！女性捜査官たち
- カイドク
- 今ボクらにデキルコト
- 裸のアスリート
- ソロモン流
- 超再現!ミステリー
- 日本を襲う異常気象もう常識は通じない！
- デトリラ
- 離婚旅行
- トリマキQ
- ライブTV情報最前線未解決事件公開捜査
- 全日本温泉宿アワード2013
- 緊急！池上彰と考える巨大地震
- ぐるっと食の旅 キッチンがゆく
- 性格ミエル研究所
- テレビ未来遺産いのちの輝きスペシャル
- 山岸舞彩のあなたも私も熱くなる12時間スペシャル
- あいまいニッポンの新しいマナー
- ありえな～いトラベル
- 全日本温泉宿アワード2014
- 生命38億年スペシャル 人間とは何だ
- テレビ未来遺産緊急！池上彰と考える借金大国ニッポン
- テレビ未来遺産緊急！池上彰と考える巨大噴火
- いつもどこかで謎めいて
- 超絶景！行った気トラベラー
- 青山アンテナ246
- 世界基準
- 緊急！公開大捜索SP
- 出張！おふくろゴハン
- ロボファイター
- ものづくり日本の奇跡
- テレビ未来遺産私たちはこんな難病と闘っています2015
- クイズ昔は当たり前⁉
- 偉人におみそれ～ション‼
- バック・トゥー・ザ・21世紀
- 山里と100人の美女
- 他叙伝
- ハッピーあにまる2016
- テレビ未来遺産緊急！池上彰と考える今年の細菌・ウイルス大疑問
- テレビ未来遺産緊急！TV公開大捜査特捜事件ファイル2016
- 園子温という生きもの（映画）
- 山里と100人の美女２
- 石ちゃんのSAKE旅
- 水辺の時代を開く（イベント）
- その時、味が動いた！
- ペアキュン

### CM演出
- 「サンスター・オーラ2」イメージCM（Dlife）
- 「三菱地所・丸の内イルミネーション」イメージCM（Dlife）

### 担当していた映画
- 園子温という生きもの
- 燐寸少女

### 担当していた番組
- マーケティング天国
- ダウンタウンのガキの使いやあらへんで!!
- カノッサの屈辱
- TVブックメーカー
- 5年後
- ブラストマン
- 料理の鉄人
- ハンマープライス
- 最大公約ショー
- サタ☆スマ
- メトロポリタンジャーニー
- とんねるずの本汁でしょう!!
- テクノマエストロ
- 自分クイズ（自分クイズ2001も担当）
- 爆笑問題の平均王決定戦
- 東京ZOO
- 女子アナ給湯室
- 番宣女王
- ザ・チャンプ
- 春夏冬中
- ほんパラ!関口堂書店
- SURPRISE!
- プロ野球好珍プレー
- 2001スポーツ究極の選択
- 2003スポーツ大感謝祭
- J-SPORTS
- 産直!通販バトル
- 魂のワンスプーン
- 龍虎飯店
- ザ・プライスハンター
- プライスアドベンチャー
- 緊急報告日本沈没
- ピン☆タゴン
- 笑うミュージックホール 島田紳助の初夢コラボ
- Mr.マリック対芸能能人大スター軍団
- カノッサの屈辱2007 バブルへGO!! SP
- 恐怖の食卓
- パリの極上を食べる〜三ツ星に最も近い男〜
- パリの極上を食べる〜三ツ星シェフのサラダ〜
- ワールド井戸端会議
- 家事場の女王様
- ある日突然…家族が認知症になった
- うんちくレストラン
- クイズ50:50
- クイズ!スター大図鑑
- ピヨピヨひよこランド
- 通帳の達人
- カノッサ秋の特別講習
- 芸能人(秘)密着24時!天使が見てる
- カリスマ白書
- 命の数字
- WBC2009
- B級グルメスター誕生
- 真冬の挑戦者
- カノッサ冬の特別講習
- カリスマ白書II
- NONFIX
- バンクーバー五輪2010
- VivaVivaV6
- クズメン撲滅委員会
- 検索!まつだいら軒
- 減塩ラーメン王座決定戦
- ザ・運命カウンセラー
- ザ・人類の極限ショー できる? OR できない?
- 再会の刻～田中将大との約束～
- ゲティスバーグ
- 密着！動物病院物語
- その先マダ～る！
- 解禁!(秘)ストーリー 〜知られざる真実〜
- 夢の扉 〜NEXT DOOR〜
- ゴレンタン
- 世界のなんともヘンピな所でガンバる日本人
- DEMA-TRIX
- 気ニナル刑事
- ヒトは何故老いるのか
- JJJ-1グランプリ
- 激闘！女性捜査官たち
- カイドク
- 今ボクらにデキルコト
- 超再現!ミステリー
- ヒットの泉
- 日本を襲う異常気象もう常識は通じない！
- デトリラ
- 離婚旅行
- トリマキQ
- ライブTV情報最前線未解決事件公開捜査
- 全日本温泉宿アワード2013
- 緊急！池上彰と考える巨大地震
- 赤丸!スクープ甲子園
- 日本のアレは世界で売れんのか!?
- いのちの輝きスペシャル
- 山岸舞彩のあなたも私も熱くなる12時間スペシャル
- 有吉×独身さん芸能人
- ありえな～いトラベル
- 全日本温泉宿アワード2014
- ソロモン流
- ぐるっと食の旅 キッチンがゆく
- 生命38億年スペシャル 人間とは何だ
- 緊急！池上彰と考える借金大国ニッポン
- 緊急！池上彰と考える巨大噴火
- いつもどこかで謎めいて
- 超絶景！行った気トラベラー
- 青山アンテナ246
- 世界基準
- 緊急！公開大捜索SP
- 出張！おふくろゴハン
- ロボファイター
- ものづくり日本の奇跡
- テレビ未来遺産私たちはこんな難病と闘っています2015
- クイズ昔は当たり前⁉
- 偉人におみそれ～ション‼
- バック・トゥー・ザ・21世紀
- 山里と100人の美女
- 他叙伝
- ハッピーあにまる2016
- テレビ未来遺産緊急！池上彰と考える今年の細菌・ウイルス大疑問
- テレビ未来遺産緊急！TV公開大捜査特捜事件ファイル2016
- クイズ$ミリオネア
- 山里と100人の美女２
- 有吉弘行のダレトク!?
- キッチンが走る!
- その時、味が動いた！
- ペアキュン